# Dasrath Tirkey
Dasrath Tirkey es un miembro del partido político Bhartiya Janata, al que se unió en 2020.
Mientras estuvo en RSP (Partido Revolucionario Socialista), Dasrath Tirkey fue MLA (miembro de la asamblea legislativa) durante tres mandatos consecutivos en las elecciones de 2001, 2006 y 2011, desde el asiento de la asamblea de Kumargram. Fue elegido diputado antes de completar su último mandato como MLA.
Junto a dos MLAs del Frente Izquierdo, Ananta Deb Adhikari de RSP y Sunil Mandal de Forward Bloc, se unió al Congreso Trinamool de Toda India en 2014. En este mismo año ganó las elecciones generales de los Alipurdares (pertenecientes al disstrito electoral Lok Sabha). Posteriormente, en 2019, perdió las de dicho año, dejando de ser miembro del parlamento.